# سانتو ستفانو روئرو
سانتو ستفانو روئرو (به ایتالیایی: Santo Stefano Roero) یک کومونه در ایتالیا است که در استان کونیو واقع شده‌است. سانتو ستفانو روئرو ۱۳٫۴ کیلومتر مربع مساحت و ۱٬۳۱۴ نفر جمعیت دارد.